# 1885 en combiné nordique
| Années du combiné nordique : 1882 - 1883 - 1884 - 1885 - 1886 - 1887 - 1888    |
| Décennies du combiné nordique : 1850 - 1860 - 1870 - 1880 - 1890 - 1900 - 1910 |

Cette page reprend les résultats de combiné nordique de l'année 1885.

## Husebyrennet
1885 est l'année de la cinquième édition de la Husebyrennet. Elle se déroule à Ullern, près d'Oslo. L'épreuve fut remportée par Mikkjel Hemmestveit ; outre le combiné, ce dernier remporta également la compétition de ski de fond, disputée sur 4 kilomètres.